# Флуороза
Флуороза је врста тровања које се дешава због прекомерне изложености флуору. Флуорид је природни минерал који у малим количинама помаже у спречавању каријеса, а у великим количинама, делује штетно по здравље. Скоро сва вода садржи нешто флуора. У зависности од локације у свету, извор воде може да садржи премало или превише. Америчко Министарство здравља и социјалних служби препоручује ниво од 0,7 милиграма по литру (мг/Л) флуорида у води за пиће, што се сматра довољном количином да се смањите ризик од каријеса , али не толико и количином која се може развијете здравствене проблеме.
Од 1940-их, флуор се додаје у воду за пиће у многим земљама како би се смањио ризик од каријеса. Од тада, користи и ризици флуорида (флуорозе) остају међу темама о којима се најчешће расправља у области јавног здравља.

## Опште информације
Флуорид (Ф−) је неоргански анјон који се природно налази у минералима, посебно у флуориту (CaF2). Флуоридне соли су веома растворљиве и налазе се свуда у води, у великој мери варирајући у концентрацији. На пример, нивои у површинским водама су обично испод 0,5 мг/Л, док су много шири распони (0,1 и 6 мг/Л) измерениу подземним водама.
У зависности од присуства одређених минерала, примећене су концентрације веће од 10 мг/Л; међутим, тако високе концентрације су ретке.
Морска вода такође садржи флуор, али у релативно уском опсегу између 1,2 и 1,5 мг/Л.
Растворљиви флуориди, на пример, натријум флуорид, се скоро потпуно апсорбују из гастроинтестиналног тракта у крв, са вршним нивоом у плазми који се постиже у року од 20–60 минута након оралног ингестије. Међутим, апсорпција се може смањити формирањем нерастворљивих комплекса или преципитата са компонентама хране. Присуство калцијума у млеку, на пример, смањује системску апсорпцију. Флуорид је у стању да прође кроз биолошке мембране дифузијом као нејонски водоник флуорид, пКа водоник флорида је приближно 3,4; стога је више нејонског водоник флуорида присутно у киселим, а не у алкалним деловима.  Највећа количина апсорбованог флуорида задржава се у костима и зубима, где се налази око 99% укупног флуорида у организму.
Утврђено је да, крвно-мождана баријера има релативно ниску пермеабилност, што доводи до односа од приближно 0,1 између можданог ткива и плазме. Недавно су епидемиолошке студије сугерисале да је флуор неуротоксикант за људски развој јер смањује ниво интелигенције код деце, стављајући га у исту категорију у којој су токсични метали (олово, метил жива, арсен) и полихлоровани бифенили. Ако је тачна, ова процена то би било веома релевантна с обзиром на широко распрострањену флуоризацију воде за пиће и светску употребу флуорида у производима за оралну хигијену као што је паста за зубе.
Насупрот томе, бубрези могу садржати веће концентрације флуорида у поређењу са плазмом.  Такође је пријављено да флуор пролази кроз плаценту, а рани извештаји су показали да суплементи од 1,5 мг флуорида дневно могу повећати  њихову концентрацију у феталној крви приближно два пута. Коначно, већи део апсорбованог флуорида излучује се бубрезима, а само мањи део фецесом.

## Епидемиологија
Симптоматска флуороза скелета услед излагања околини или токсичности описана је широм света, са највећим пријављеним оптерећењем у Кини и Индији. Тамо је пријављена преваленција скелетне флуорозе међу популацијама изложеним води за пиће са високим концентрацијама флуорида (>4,8). мг/Л) кретао се од 26% до 63%.
Остала потенцијална изложеност токсичности, најчешће пријављивана у савременим случајевима, укључује конзумацију чајева који садрже биљку чаја Camellia sinensis. са високом концентрацијом флуора.  
Флуорид је природни елемент у свим природним водама и повезан је са геолошким окружењем које садржи вулканске стене.  Источноафричка долина Рифт, где се налази избеглички камп Какума, геолошки обухвата водоносне слојеве вулканских стена са природно високом концентрацијом флуорида у подземним водама.  Дентална флуороза забележена је у овом региону, али према сазнањима, није забележен ниједан случај тешке скелетне флуорозе код становника избегличког кампа Какума. 
Многе земље са природно високом концентрацијом флуорида у води су домаћини великом броју избеглица, укључујући Етиопију, Ирак, Кенија, Јужни Судан, Сирија и Турска.  Расељено становништво које зависи од воде из бунара у овим областима може бити изложено посебном ризику, посебно деца са скелетима у развоју и мањим обимом дистрибуције.  

## Врсте флуорозе
Најчешће врсте флуорозе су акутно тровање флуором, дентална, скелетна и нескелетна флуороза.

### Акутно тровање флуоридом
Симптоми изазвани акутним тровањем флуоридом укључују застој дисања, депресију срца, повраћање, дијареју и саливацију. Код људи , смртоносне дозе су пријављене у распону од 40-80 мг / кг тт. Ово сазнање потиче од неколико масовних тровања. На пример, 1943. године, 163 затвореника у једном затвору су случајно је отровано, што је имало за последици 47 смртних случајева. У овом несрећном инциденту, јаја су грешком припремљена са прахом против бубашваба (који садржи натријум флуорид), а не са уобичајеним млеком у праху.
Несмртоносно предозирање је такође примећено код уноса флуорида распону од 0,4-5 мг/кг тт.

### Дентална флуороза
Један од најбоље документованих дугорочних ефеката флуорида код људи је дентална флуороза  Прекомерна инкорпорација флуора у зубну глеђ пре ницања зуба доводи до хипоминерализације зуба у развоју. Осетљивост на флуорозу зуба престаје са око 8 година када се заврши сазревање глеђи. Ризик од денталне флуорозе треба проценити у односу на превентивни ефекат флуорида на каријес. Знања у овој области потичу из студија завршених пре 1980. године, када је ендемски флуорид у води за пиће био једини релевантан извор људског уноса флуорида. Ова истраживања су показала да је преваленција каријеса у негативној корелацији са концентрацијом флуора у води за пиће, са максималним превентивним ефектом од 1 мг/Л. При овој концентрацији флуорида у води за пиће, 10% испитиване популације имало је благу зубну флуорозу.
Дентална флуороза може бити блага или тешка, али није болна. То је козметички проблем који обично не утиче на здравље или функцију зуба.

### Скелетна флуороза
Скелетна флуороза је реверзибилно стање које карактерише мањкава минерализација кости, што доводи до промена у структури костију и зглобова и повећаног ризика од прелома. Она може имати негативан утицај на опште здравље, што резултује остеопорозом, артритисом и хроничним болом у зглобовима.
Настаје након вишегодишње, хроничне прекомерну изложеност флуориду,  Она је ендемична у неколико земаља где извори воде за пиће природно садрже високе нивое флуора (> 4 мг/Л) и где је потрошња воде висока због вруће климе. Унос флуорида изнад 6–8 мг/дан може повећати ризик од прелома костију.

### Нескелетна флуороза
Нескелетна флуороза је врста скелетне флуорозе која се јавља у раној фази болести. Утиче на гастроинтестинални тракт и може изазвати симптоме као што су бол у стомаку, затвор, дијареја, надимање или губитак апетита.

## Етиологија
Флуороза се јавља због прекомерне изложености флуору, односно када се уноси (прогута) вишак флуорида него што је то организму потребно током дужег временског периода. Начин на који се то дешава зависи од врсте флуорозе.
Дентална флуороза се дешава када дете стално уноси превише флуора док се њихови стални зуби још увек формирају испод десни. Ово укључује пијење воде или формуле са јаком количином флуора или гутање великих количина пасте за зубе са флуором.
Скелетна и не-скелетна флуороза се дешава када особа (у било којим годинама живота) унесе велике количине флуора током неколико година. Ово укључује конзумацију воде са већом количином флуора или напитака направљених од воде са великом концентрацијом флуора.

#### Фактори ризика
Фактор ризика повећавују шансе за развој одређене врсте флуорозе,су:
- Живот у региону где подземне воде имају превише флуора.
- Константан унос воде за пиће која садржи више од 0,7 мг/Л флуорида.
- Продужени уноса флуора у допунској храни са високим садржајем флуора и фосфата
- Редовно гутање веће количине пасте за зубе са флуором. Мале количине су у реду, али конзумирање екстремних количина током дугих временских периода може изазвати флуорозу.
- Мешање флуорисаних формула за одојчад са флуорисаном водом током дужег временског периода.

Особе који удишу  флуороугљенике такође имају већи ризик од скелетне и нескелетне флуорозе. Одређени производи за домаћинство - као што су заптивачи, мазива и средства за чишћење ваздушне прашине - садрже флуороугљенике. Поремећај употребе инхалатора може довести до напада, аритмија и изненадне смрти.

## Клиничка слика
Иако је често асимптоматска код флуорозе могу бити присутни неспецифични знаци и симптоми, укључујући:
- болове у костима и зглобовима,
- кифозу,
- радикуломијелопатију.
- карактеристичне мрље на зубној глеђи код денталне флуорозе.

## Дијагноза
Клиничка дијагноза флуорозе је изазовна и захтева мултидисциплинарну сарадњу. Клиничарима у земљама које примају мигранте често недостаје свест о флуорози и доступност дијагностичких тестова за флуорозу, што вероватно доводи до недовољног пријављивања ових случајева.

#### Радиографске карактеристике
Описане радиолошке карактеристике укључују:
- повећану густину костију:  остеосклероза
- остеопенију или остеопорозу  (ређе), посебно код млађих пацијената у ранијој фази,[14]
- трабекуларна замућеност или замућеност
- компактно задебљање костију
- формирање периосталне кости
- окоштавање веза тетива, лигамената и мишића
- калцификација међукоштане мембране,[15]
- окоштавање задњег уздужног лигамента.[16]

У раној флуорози, прве промене су таложења у костима и задебљање на спојевима трабекула. Ово се види као структура кости налик песку, гранулама или честицама на радиографији. Код напредније флуорозе, трабекуле су генерално задебљане због формирања нове кости на трабекуларној површини. У овој фази, рендгенски снимци показују задебљање и кондензацију трабекула, са грубим ретикулумом или тканим коштаним пругама. Ако су трабекуле спојене, у медуларној кости се виде фокалне округле густине.
Карактеристично је захваћеност аксијалног скелета, а промене су најизраженије на кичми, карлици и ребрима. Калцификација сакротуберозног лигамента се сматра још једном карактеристичном особином.

## Диференцијална дијагноза
У диференцијалној дијагнози код нејсаних случајева флуорозе треба имати у виду:
- дегенеративна болест зглобова,
- фосфороза,
- селеноза.

## Терапија
Лечење флуорозе зависи од врсте флуорозе. Лечење денталне флуорозе спроводи стоматолог и једноставније је од лечења скелетне флуорозе које је компликованије и зависи од неколико фактора: тежине симптома и на које делове тела утиче.

#### Лечење флуорозе зуба
Зубну флуорозу, лечи стоматолог који може препоручити један од ових козметичких третмана:
- Избељивање зуба.  Ваш зубар наноси гел за избељивање на ваше зубе одређено време. Гел осветљава вашу зубну глеђ, тако да се стапа са подручјима флуорозе. Бељење зуба је уобичајена опција за благу флуорозу.
- Дентал бондинг .  Током ове процедуре, ваш стоматолог користи композитну смолу боје зуба да прикрије мрље од флуорозе. Затим обликују и полирају зубе.
- Зубне фасете .  Направљене од смоле или порцелана, фасете су танке шкољке које покривају предње површине ваших зуба. Фурнири се израђују по мери, тако да ће вам требати зубни отисци  да бисте добили одговарајућу величину и величину.
- Зубне крунице .  Ова прилагођена зубна рестаурација се уклапа преко целог зуба. Ваш стоматолог ће морати да уклони део ваше природне глеђи како би круница правилно пристајала.
- Микроабразија емајла.  Ваш зубар уклања мали слој глеђи са ваших зуба. Ово помаже у уклањању многих мрља од флуорозе. Често ће ваш стоматолог пратити микроабразију глеђи са избељивањем зуба како би боја ваших зуба била још уједначенија.

#### Лечење скелетне и нескелетне флуорозе
Главни циљ је уклањање извора проблема,  уклањање флуора из воде за пиће. То се може спровести филтрирацијом воде помоћу филтера реверзне осмозе, дестилације или активног угља. 
Поред тога,  могу се применити лекови као што су:
- Анаболички стероиди - који могу смањити симптоме остеопорозе.
- Калцијум и витамин Д - који заједно могу смањити стврдњавање костију и променити начин на који црева апсорбују флуор.
- НСАИД (нестероидни антиинфламаторни лекови) - помажу у контроли болова и упале повезане са флуорозом скелета.

## Превенција
Једини начин да се спречи флуороза је контрола унете количине флуорида која се може реализовати кроз: 
- Сталну контролу нивоа флуора у води за пиће од стране  водоводних компанија која мора бити у складу са законима о флуоризацији воде.
- Повремено тестирање бунарске воде или општински извор воде на нивое флуорида.
- Познавањем концентрацијама флуоризације у одреженом подручју.

Да би се смањио ризик од денталне флуорозе у превенцији каријеса ЕФСА је препоручила АИ од 0,05 мг флуорида/кг телесне тежине дневно из свих извора за децу и одрасле, укључујући труднице и дојиље:(ЕФСА 2013). 
- За одрасле, овај унос флуорида није прекорачен са концентрацијом у води за пиће од приближно 1 мг/Л флуорида, под условима у којима је вода за пиће једини релевантни извор флуорида.
- За децу, међутим, АИ се може тек достићи, на пример када 6-годишње дете од 20 кг попије 1 Л воде која садржи 1 мг флуорида/Л.

## Прогноза
Прогноза денталне флуорозе је добра јер нису присутне системске промене. Иако не постоји специфична терапија стоматолошким третманима она се може лечити.
Изгледи за флуорозу скелета зависе од тога колико је она рано откривена. Што пре пацијент престане са уносом флуорида, веће су му шансе за дуготрајан опоравак.
Генерално, флуороза није реверзибилна. Једном када се стекне она не нестаје. Неке студије показују да лечење може побољшати симптоме флуорозе скелета. Али то зависи од тога колико су симптоми били озбиљни на почетку болести.